# آکادی (مستعمره فرانسوی)
آکادی (به فرانسوی: Acadie) یا آکادیا (به انگلیسی: Acadia)، یکی از نوآبادهای فرانسه نو در شمال غربی آمریکای شمالی بود که دربرگیرندهٔ بخش‌هایی از شرق کبک، استان‌های منطقه کرانه‌ای کانادا و ایالت مین کنونی تا رودخانه کنبک می‌شد.
نخستین پایتخت این نوآباد، که در سال ۱۶۰۵ تأسیس شد، پورت رویال بود. آکادی از ۱۶۰۴ تا ۱۷۱۳ - که انگلیسیان بر آن سرزمین‌ها چیره شدند - پایدار ماند.
امروز آکادیا برای اشاره به ناحیه‌هایی در آمریکای شمالی کاربرد دارد، که در پیشینه شان با سرزمین‌ها، فرهنگ و نوادگان فرانسویان در منطقه وابسته و مربوط بوده اند؛ به سرزمین‌های کرانه‌ای در نیوبرانزویک، نوا اسکوشیا، جزیره پرنس ادوارد و مین که پیش‌تر از آن فرانسه بوده اند یا تبار باشندگانش به فرانسه می‌رسد. افزون بر شمال به آکادی‌های پراکنده در جنوب لوئیزیانا نیز اشاره دارد، که خود آکادینیا خوانده می‌شود. در کل به هر چه حامل فرهنگ فرانسوی در هر یک از این سرزمین‌ها آکادیا و باشندگان ش را آکادی می‌گویند، که همین لفظ در لوئیزیانا به کادیَن یا، با تلفظ آمریکایی، کِیجن دگردیسیده است.

## نگارخانه

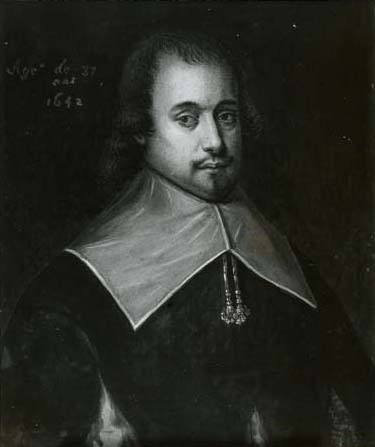
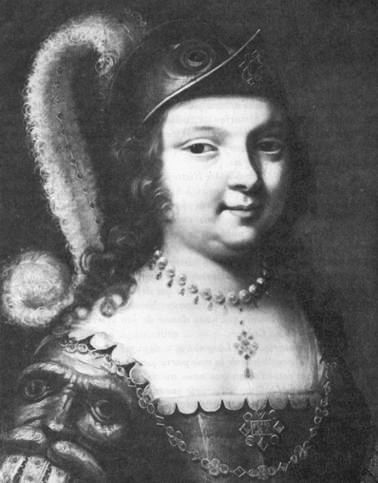
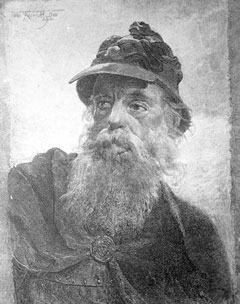
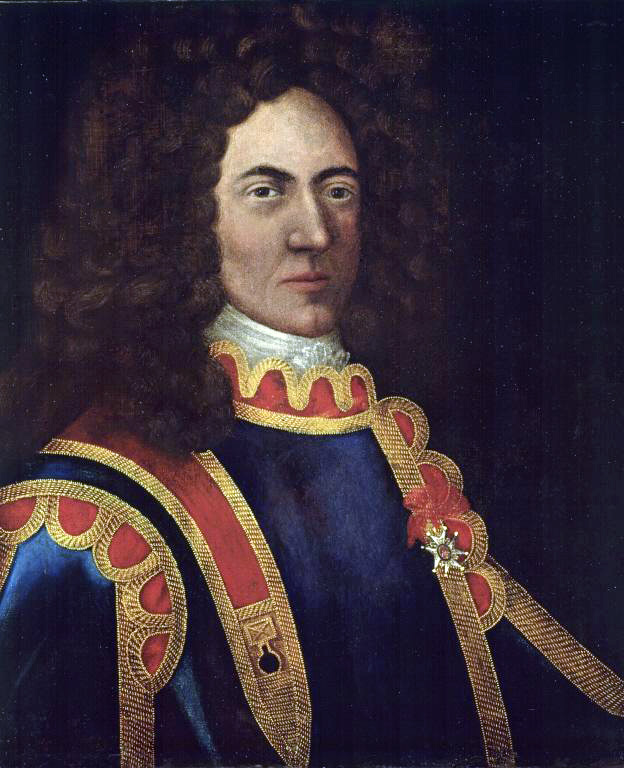
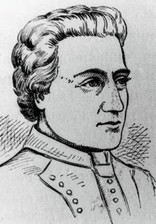
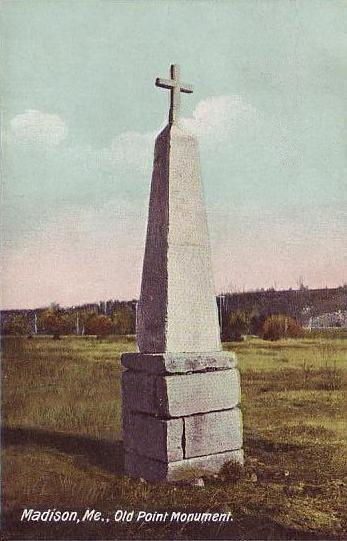
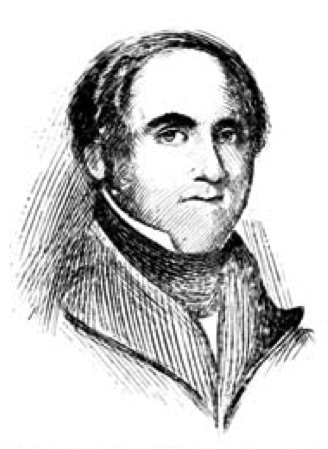
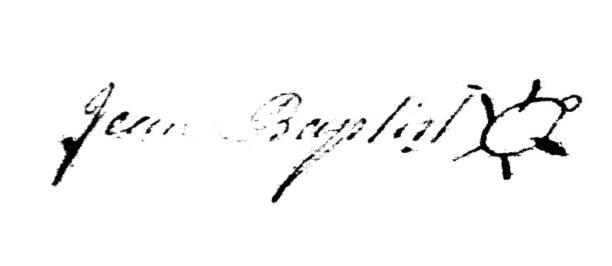
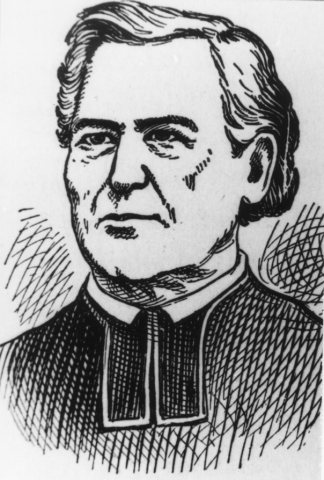
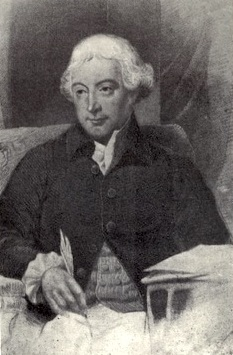
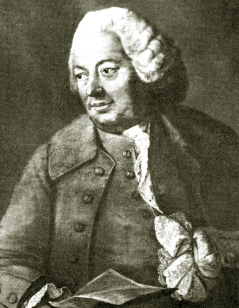